# 搖滾萬萬歲
《搖滾萬萬歲》（英語：Rock Steady）是美國搖滾樂團不要懷疑的第五張錄音室專輯，於2001年12月11日由新視鏡唱片發行。樂團一開始在洛杉磯和舊金山進行初始錄製，接著前往倫敦和牙買加與多位歌手、詞曲作家和製作人合作。許多藝人包括斯萊和羅比、海王星和威廉·歐比特均與樂團一起創作專輯。
由於這些合作，《搖滾萬萬歲》觸及了許多音樂風格，主要集中於電音流行、舞場和新浪潮。樂團試圖呈現牙買加舞場音樂的氛圍，並嘗試在沒有標準樂器的情況下創作歌曲。與之前專輯相比，歌手關·史蒂芬妮較爲快速地寫下她的歌詞，並處理了從派對到反思與蓋文·羅斯戴爾關係的主題。
《搖滾萬萬歲》獲得樂評人好評，並獲得2003年葛萊美獎「最佳流行演唱專輯」提名。這張專輯是樂團的商業復出，並超出了他們上一張專輯《土星大反擊》的銷售量。《搖滾萬萬歲》釋出了四首單曲，其中兩首贏得葛萊美獎「最佳流行組合或團體」。《滾石》將《搖滾萬萬歲》排在2003年「史上最偉大的500張專輯」的第316名。

## 背景與製作
不要懷疑在宣傳他們2000年專輯《土星大反擊》的巡迴演唱會時，每一晚都舉辦演出後派對，而人們在當中均隨著牙買加舞場音樂跳舞。2000年晚期，在一場晚宴的討論中，樂團成員決定他們想在新專輯中探索舞場風格的韻律。從藝人賞金殺手、柯蒂·蘭克斯和維加斯先生（Mr. Vegas）那裏汲取靈感後，樂團于2001年1月開始創作專輯，並在吉他手湯姆·杜蒙的公寓利用Pro Tools製作拍子。樂團經常嘗試從電腦上其他音樂檔案重新創作拍子，最後呈現出原有節奏的修改版本。在此期間，他們在舊金山土司工作室（Toast Studios）與製作人菲力普·史泰爾合作共同製作出《嗨！寶貝》的開頭。在爲之前專輯創作歌詞時，史蒂芬妮通常會閲讀希薇亞·普拉斯的作品，這會讓她很沮喪，或者「找到能激發我靈感的不同詞彙」。
接下來一個月，史蒂芬妮離開洛杉磯到倫敦去探訪男朋友羅斯戴爾，而樂團跟隨她來完成錄製《看穿》（Detective）。在那裏，他們與舞韻合唱團成員大衛·A·史都華合作，並只花費10分鐘來創作《表裡如一》。三月，不要懷疑前往牙買加住在安東尼奧港的藍潟湖。根據史都華的說法，樂團「大部分時間都在游泳、曬太陽、喝酒和吸烟，只錄製一點音樂」。樂團經常以紅色條紋啤酒或者蘭姆可樂和烟熏食物作早餐；有一次，史都華在錄製歌曲時因酗酒而昏昏欲睡。他們在下午中段開始創作，並創作至夜晚，而工作結束後舉行派對。樂團與製作《表裡如一》和《嗨！寶貝》的斯萊和羅比合作，以及帶進製作《點燃火燄》（Start the Fire）的舞場唱片騎師索小姐和賞金殺手，還有斯蒂利和克利衛。
樂團返回牙買加並於2001年6月再次進行創作，且與製作人內利·霍伯和提姆巴蘭合作。

## 榜單成績
| 排行榜（2001至2003年）                | 最高 排名 |
| ------------------------------------- | --------- |
| 澳大利亞（ARIA專輯榜）                | 15        |
| 奧地利（奧地利Ö3專輯榜）              | 12        |
| 比利時另類專輯榜（Ultratop法蘭德斯）  | 30        |
| 加拿大专辑榜（《告示牌》）            | 21        |
| 荷蘭（MegaCharts專輯榜）              | 66        |
| 芬蘭（Suomen virallinen lista專輯榜） | 34        |
| 法國（SNEP專輯榜）                    | 79        |
| 德國（Offizielle Top 100專輯榜）      | 13        |
| 匈牙利（MAHASZ專輯榜）                | 30        |
| 愛爾蘭（IRMA專輯榜）                  | 53        |
| 日本專輯榜（Oricon）                  | 48        |
| 紐西蘭（RMNZ專輯榜）                  | 17        |
| 挪威（VG-lista專輯榜）                | 8         |
| 蘇格蘭（OCC專輯榜）                   | 39        |
| 瑞典（Sverigetopplistan專輯榜）       | 52        |
| 瑞士（Schweizer Hitparade專輯榜）     | 33        |
| 英國（OCC專輯榜）                     | 43        |
| 美国（《告示牌》200）                 | 9         |

| 排行榜（2002年）           | 排名 |
| -------------------------- | ---- |
| 澳大利亞專輯榜（ARIA）     | 97   |
| 美國《告示牌》二百強專輯榜 | 25   |

| 排行榜（2000至2009年）     | 排名 |
| -------------------------- | ---- |
| 美國《告示牌》二百強專輯榜 | 166  |

## 銷量認證
| 地區                           | 认证    | 认证单位/销量 |
| ------------------------------ | ------- | ------------- |
| 澳大利亚（澳大利亚唱片业协会） | 金      | 35,000^       |
| 加拿大（加拿大音乐协会）       | 白金    | 100,000^      |
| 英国（英国唱片业协会）         | 金      | 100,000^      |
| 美国（美國唱片業協會）         | 2× 白金 | 2,842,000     |
| ^僅含認證的出貨量              |         |               |